# Béruges
Béruges település Franciaországban, Vienne megyében. Lakosainak száma 1538 fő (2022. január 1.). Béruges Quinçay, Vouneuil-sous-Biard, Fontaine-le-Comte, Coulombiers, Vouillé és Boivre-la-Vallée községekkel határos.

## Népesség
A település népességének változása:
| Lakosok száma | 1332 | 1380 | 1450 | 1469 | 1540 | 1553 | 1561 | 1549 | 1538 |
|               | 2013 | 2015 | 2016 | 2017 | 2018 | 2019 | 2020 | 2021 | 2022 |